# Jacob Pattist
Jacob Nicolaas Pattist (Dreischor, 2 juli 1876 - Den Haag, 10 december 1946) was een Nederlands predikant behorend tot de Nederlandse Hervormde Kerk en speelde in 1919-1921 een leidende rol in de anti-annexatiebeweging in Zeeuws-Vlaanderen.
Hij studeerde theologie en werd in 1911 kandidaat in Overijssel. Met ingang van 16 juli 1911 was hij predikant van de Hervormde Gemeente te IJzendijke, vanaf 15 maart 1914 van de Hervormde Gemeente te Aardenburg. Op 23 december 1909 was hij in Den Haag in het huwelijk getreden met Rebecca Anna Maria Thesingh.

## Belgische vluchtelingen
Tijdens de Eerste Wereldoorlog zochten vele Belgische vluchtelingen een toevlucht in Nederland. Om deze stroom in de regio Zeeuws-Vlaanderen in goede banen te leiden, werd Pattist door de Nederlandse regering aangezocht. Daartoe werd hij op 18 december 1914 benoemd tot Gedelegeerde voor West-Zeeuws-Vlaanderen van den Regeeringscommissaris voor de Vluchtelingen in Noord-Brabant en Zeeland. Op 12 februari 1915 volgde een dergelijke benoeming voor Oost-Zeeuws-Vlaanderen en op 15 februari 1918 voor Walcheren, waarna zijn functie meestal werd aangeduid als Gedelegeerde voor de Vluchtelingen in Zeeuws-Vlaanderen en Walcheren. Bij beschikking van de Minister van Binnenlandse Zaken van 22 oktober 1920 werd Pattist van deze verschillende functies ontheven.
Toen in 1919 de geallieerden bij de vredesbesprekingen in Versailles wilden voorstellen het zwaar getroffen België te compenseren door Nederlandse herstelbetalingen in de vorm van overdracht van een deel van de provincie Limburg en van geheel Zeeuws-Vlaanderen aan België, begon de Nederlandse overheid een internationaal tegenoffensief.

## Anti-Annexatie Comité
Pattist werd door Koningin Wilhelmina aangezocht de oprichting van een 'Anti-Annexatie Comité' in Zeeuws-Vlaanderen op zich te nemen. Hij schreef het Zeeuws-Vlaams Volkslied, bevorderde de regionale folklore, organiseerde Oranjefeesten en bevorderde in de meest-algemene zin de vaderlandslievendheid in de regio en de aanhankelijkheid aan het Huis van Oranje. Dit laatste werd actief ondersteund door het Hof: nooit voor- en nadien werd Zeeuws-Vlaanderen zó vaak bezocht door de Koninklijke Familie als juist in deze jaren. Nadat de dreiging vanuit België minder was geworden stierf het comité in 1930 een stille dood.

## Schoolopziener
Naast zijn predikantschap was Pattist met ingang van 16 juli 1916 ook benoemd tot schoolopziener in het arrondissement Middelburg. Blijkbaar beviel dit beroep hem meer dan het predikantschap, want met ingang van 1 januari 1921 kreeg hij een voltijds betrekking als inspecteur van de Inspectie Middelburg van de Inspectie van het Lager Onderwijs, onderdeel van het Ministerie van Onderwijs, Kunsten en Wetenschappen. Als gevolg daarvan werd hem door de Nederlandse Hervormde Kerk eervol ontslag verleend met de bevoegdheid van emeritus. Op 1 augustus 1924 verruilde hij Middelburg voor Den Haag, waar hij inspecteur van de Inspectie 's-Gravenhage werd. In 1941 werd hij in die functie gepensioneerd. In 1946 overleed hij in Den Haag op zeventigjarige leeftijd.

## Publicaties
- "Aardenburgs kerk en hare vluchtelingen', in: "Eigen Haard" 41 (1915) 163-168
- "Levensbericht van G.A. Vorsterman van Oyen", in: "Levensberichten van de Maatschappij der Nederlandsche Letterkunde te Leiden 1915-1916
- "Zeeuwsch-Vlaanderen Nederlandsch", in: "Vragen van den dag" 34
- "Gedenkschriften van Mr. Ph. van den Broecke", in: "Archief. Uitgegeven door het Zeeuwsch Genootschap der Wetenschappen 1919, 1-52
- "Zeeuwsch-Vlaanderen" (Blaricum 1928)
- "Zeeuwsch-Vlaanderen. Een karakterschets van zijn bewoners", in: "Haagsch maandblad" 30 (1938) 117-124
- W.C.J.A. de Coninck, Van d’Ee tot Hontenisse; de mobilisatie van de Zeeuws-Vlamingen door een vaderlandslievende predikant  uit Aardenburg, in: Archief KZGW 2003, 79-100.

## Archieven
De archieven en verzamelingen die Pattist bij de uitvoering van zijn twee bijzondere taken vormde zijn in beheer bij het Zeeuws Archief:
- Archief van de Gedelegeerde Vluchtelingen Zeeuwsch-Vlaanderen en Walcheren, 1911-1920
- Verzameling J.N. Pattist, 1908-1921 over de anti-annexatie beweging.

- Digitale Bibliotheek voor de Nederlandse Letteren: patt003
- International Standard Name Identifier: 0000 0000 4925 6294
- Library of Congress Control Number: no2007045418
- Nederlandse Thesaurus van Auteursnamen: 09506303X
- Virtual International Authority File: 46538439
- WorldCat: E39PBJhMfTP9xbPRYJJrD6RVG3